# Natalie Brown
Natalie Brown (Timmins, Ontario, Canadá, 17 de mayo de 1973) es una actriz y modelo canadiense, conocida, entre otros, por sus papeles en  Dawn of the Dead, Saw V y The Strain.

## Vida personal
Natalie Brown nació en Timmis, Ontario, el 17 de mayo de 1973. Si bien no hay muchos datos sobre sus padres, todo indica que estos serían de origen británico.
En Timmis es donde pasa su infancia.
En el instituto, estaba apasionada por el teatro y el arte. Por ello, durante el mismo, estudió teatro, psicología, escultura y mandarín.
Estudió Bellas artes en la Universidad York, en Toronto. Esto la llevó a conocer mejor Toronto, y The Annex, barrio de la ciudad en el que acabaría por instalarse.
Si bien vive en Toronto, pasa mucho tiempo también en Los Ángeles debido al trabajo.

## Carrera

### Modelo
Hizo su primer anuncio para la prensa escrita a los 16 años, un anuncio de Bonne Bell.
También participó en anuncios de Heinz Tomato Ketchup, Bayleys, Noxema y Max Factor.
Está representada actualmente por B&M Models.

### Actriz
Su primer papel fue como extra en Here Dies Another Day, en 1997.
En 2009, obtuvo un papel protagonista en Sophie.

## Filmografía

### Películas
| Año            | Título                              | Papel             | Notas                |
| -------------- | ----------------------------------- | ----------------- | -------------------- |
| 1997           | Here Dies Another Day               | Chica 2           |                      |
| 2003           | How to Lose a Guy in 10 Days        | Sra. Sawyer       |                      |
| 2004           | Dawn of the Dead                    | Reportera del CDC |                      |
| 2004           | Welcome to Mooseport                | Laurie Smith      |                      |
| 2006           | The Last Sect                       | Sydney            |                      |
| 2006           | Not Pretty, Really                  | Pretty Pherson    | Cortos               |
| 2008           | The Cello                           | Claude            | Cortos               |
| 2008           | Saw V                               | Heather Miller    |                      |
| 2010           | The Conversation                    | Ella              | Cortos               |
| 2011           | Counselling                         | Sasha             | Cortos               |
| 2011           | Irvine Welsh's Ecstasy              | Marie             |                      |
| 2012           | Offline                             | Jill Gachet       |                      |
| 2012           | Little Brother                      | Jane Vidal        | Cortos               |
| 2013           | Home Stuff                          |                   | Cortos               |
| 2013           | Compulsion                          | Rebecca           |                      |
| 2014           | Hit Men                             | Florence          | Cortos               |
| 2015           | Friends Like Us                     | Mary              | Cortos               |
| 2015           | How to Plan an Orgy in a Small Town | Anna              |                      |
| 2017           | XX                                  | Susan Jacobs      | Segmento "The Box"   |
| 2017           | White Night                         | Stacey            |                      |
| 2017           | Blood Honey                         | Natalie Heath     |                      |
| 2018           | Crown and Anchor                    | Jessica           |                      |
| 2018           | Damage Control                      | Natalie           | Corto                |
| 2019           | Canadian Strain                     | Valerie           |                      |
| 2019           | Thunderbird                         | Ivy Seymour       |                      |
| 2020           | A Daughter's Ordeal                 | Hope Carter       |                      |
| Por determinar | Red Balloon                         | Milly             | Corto Postproducción |

* Fuente: Imdb

### Series
| Año       | Título                                   | Papel                          | Notas                                                    |
| --------- | ---------------------------------------- | ------------------------------ | -------------------------------------------------------- |
| 1998-1999 | Mythic Warriors: Guardians of the Legend | Atalanta (voz)                 | 4 episodios                                              |
| 2001      | Tracker (serie de televisión)            | Peggy                          | Episodio "The Plague"                                    |
| 2002      | Undressed                                | Brianne                        | Durante la temporada 6                                   |
| 2002      | Mutant X                                 | Secretaria                     | Episodio "No Man Left Behind"                            |
| 2003      | La verdad sobre el caso Enron            | Amber St. Pierre (Srta. April) | Película para televisión                                 |
| 2003      | Sue Thomas, el ojo del FBI               | Allie                          | 2 episodios                                              |
| 2003      | Missing                                  | Denise Whitmore                | Episodio "72 Hours to Kill"                              |
| 2003      | 72 Hours: True Crime                     | Mujer de Neal                  | Serie documental Episodio "Hate Crime"                   |
| 2004      | Wild Card                                | Faith                          | Episodio "Bada Bing, Bada Busiek"                        |
| 2005      | Tilt                                     | Camarera                       | Episodio "Rivered"                                       |
| 2005      | Naked Josh                               | Lisa                           | Episodio "The Thrill of the Chase"                       |
| 2005      | Descent                                  | Jen                            | Películas para televisión                                |
| 2006      | Black Widower                            | Saundra Amos                   | Películas para televisión                                |
| 2006      | Cradle of Lies                           | Michelle Fox                   | Películas para televisión                                |
| 2006      | Regénesis                                | Hilda                          | Episodio "Gene in a Bottle"                              |
| 2006      | 10.5: Apocalypse                         | Paula                          | Miniserie 2 episodios                                    |
| 2007      | Something Beneath                        | Khali Spence                   | Películas para televisión                                |
| 2007      | I Me Wed                                 | Marla                          | Películas para televisión                                |
| 2007      | Ten Seconds                              | Emma Parks                     | Corto para televisión                                    |
| 2008      | True Crime Scene                         | Susan Hayes                    | Episodio "Fugitive Justice"                              |
| 2008      | Testees                                  | Janet Parker                   | Episodio "ineapple Shampooo                              |
| 2008-2009 | Sophie                                   | Sophie                         | 32 episodios                                             |
| 2009      | The Dating Guy                           | Marie Claire                   | Episodio "Boner Donor"                                   |
| 2010      | Happy Town                               | Carol Haplin                   | 6 episodios                                              |
| 2010      | Covert Affairs                           | Patricia Ridley                | Episodio "I Can't Quit You, Baby"                        |
| 2010      | Shadow Island Mysteries: Wedding for One | Monica Johnson                 | Película para televisión. Serie de películas de Hallmark |
| 2010      | Fairfield Road                           | Wendy Greenhill                | Películas para televisión                                |
| 2010      | The Last Christmas                       | Monica                         | Películas para televisión                                |
| 2010      | Cancel Christmas                         | Jeannie Claymore               | Películas para televisión                                |
| 2011      | Flashpoint                               | Det. Merry Danner              | Episodio "I'd Do Anything"                               |
| 2011      | Skins                                    | Leslie Campbell                | 2 episodios                                              |
| 2011      | Against the Wall                         | Dra. Trish Alexander           | Episodio "Obsessed and Unwanted"                         |
| 2011      | La reina de las sombras                  | Sabine Purcell                 | Episodio "I Fought the Fae (and the Fae Won)"            |
| 2012      | Republic of Doyle                        | Jessica Cowley                 | Episodio "High School Confidential"                      |
| 2012      | Comedy Bar                               | Sandra Sheriff                 | 5 episodios                                              |
| 2012-2014 | Almost Human                             | Julia                          | 7 episodios                                              |
| 2013      | Cracked                                  | Detective Rachel Fenton        | 7 episodios                                              |
| 2013      | The Surrogacy Trap                       | Allison                        | Películas para televisión                                |
| 2013      | Exploding Sun                            | Cheryl Wincroft                | Películas para televisión                                |
| 2013      | Be My Valentine                          | Kate                           | Películas para televisión                                |
| 2014      | Darknet                                  | Barbara                        | Episodio "Darknet 2"                                     |
| 2014      | The Listener                             | Dra. Mallory Kesler            | Episodio "Man in the Mirror"                             |
| 2014-2015 | Bitten                                   | Diane McAdams                  | 11 episodios                                             |
| 2014-2017 | The Strain                               | Kelly Goodweather              | 38 episodios                                             |
| 2015      | IZombie                                  | Uma Voss                       | Episodio "The Hurt Stalker"                              |
| 2015-2017 | Dark Matter                              | Sarah                          | 11 episodios                                             |
| 2016      | Channel Zero                             | Jessica Yolen                  | 5 episodios                                              |
| 2016      | Private Eyes                             | Veronique                      | Episodio "Partners in Crime"                             |
| 2016      | For Love & Honor                         | Caroline Foster                | Película para televisión                                 |
| 2018      | Schitt's Creek                           | Heather Warner                 | Episodio "RIP Moira Rose"                                |
| 2018      | The Crossing                             | Vanessa Conway                 | 2 episodios                                              |
| 2018      | Jack Ryan                                | Rebecca                        | 2 episodios                                              |
| 2018      | Frankie Drake Mysteries                  | Bessie Starkman                | 3 episodios                                              |
| 2019      | Diggstown                                | Sylvia Costa                   | Episodio "Taisir Ahmed"                                  |
| 2019      | Ransom                                   | Kate Barrett                   | 6 episodios                                              |
| 2020      | Daughter Dearest                         | Rebecca Barton                 | Película para televisión                                 |

* Fuente: Imdb

### Videojuegos
| Año  | Título               | Papel             |
| ---- | -------------------- | ----------------- |
| 2012 | Far Cry 3            | Daisy Lee (voz)   |
| 2013 | Assassin's Creed III | Kaniehtí:io (voz) |

* Fuente: Imdb

## Premios
| Año  | Organización                  | Premio                                                  | Trabajo                             | Resultado | Notas |
| ---- | ----------------------------- | ------------------------------------------------------- | ----------------------------------- | --------- | --- |
| 2008 | Gemini Awards                 | Mejor actriz principal en una serie de comedia          | Sophie                              | Nominada  | |
| 2016 | Golden Maple Awards           | Mejor actriz de una serie emitida en los Estados Unidos | The Strain                          | Ganadora  | |
| 2016 | Canadian Filmmakers' Festival | Mejor reparto                                           | How to Plan an Orgy in a Small Town | Ganadora  | Con: - Jewel Staite - Enis Esmer - Lauren Lee Smith - Katharine Isabelle - Mark O'Brien - Jonas Chernick - Tommie-Amber Pirie - James McGowan - Kristian Bruun - Lauren Holly - Gugun Deep Singh |

* Fuente: Imdb